# Przystrzeliwanie broni

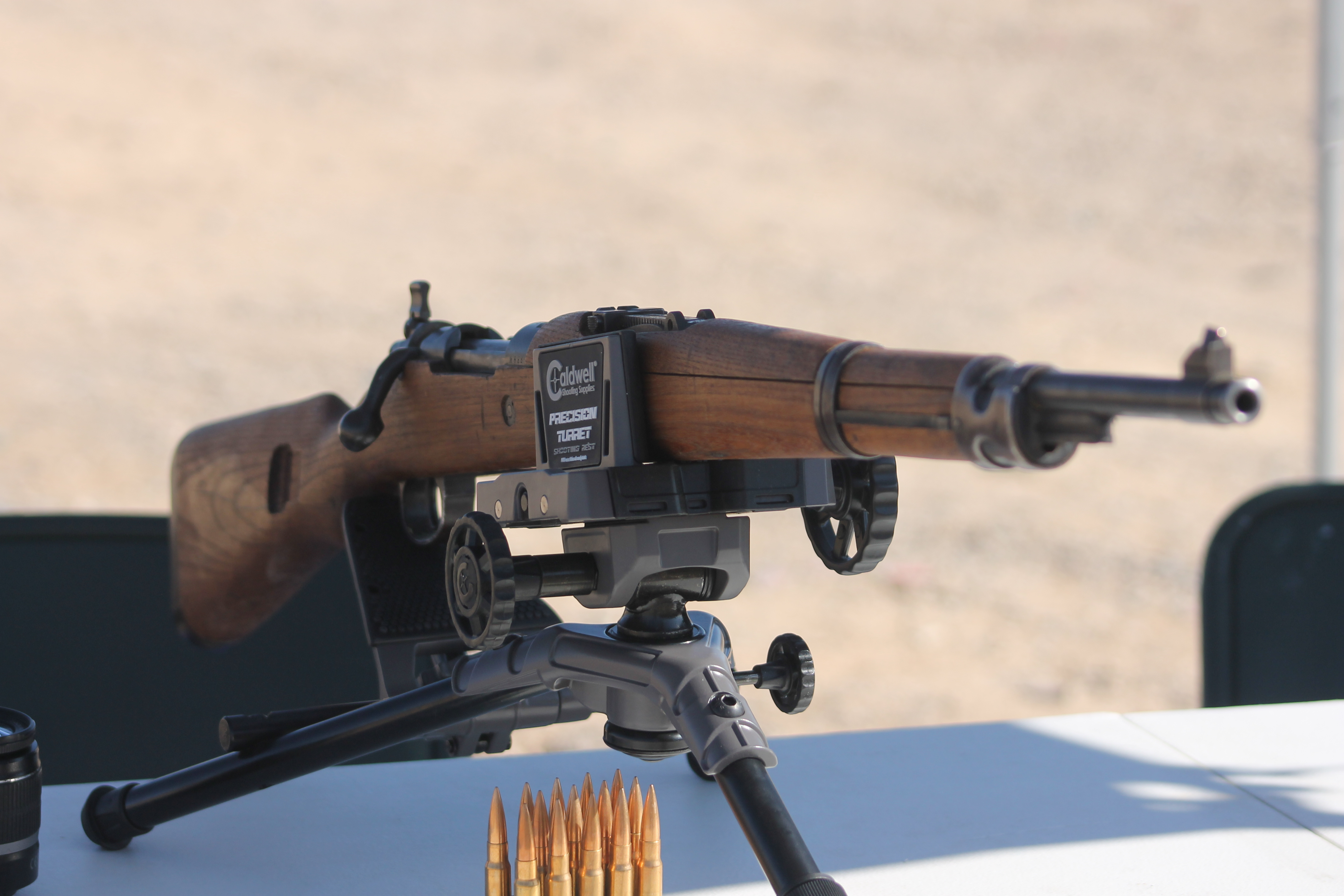
Karabin na statywie do przystrzeliwania

Przystrzeliwanie broni – proces sprawdzania i ewentualnej korekty ustawień przyrządów celowniczych broni strzeleckiej. Polega na wykonywaniu dokładnych strzałów do celu, korelując uzyskane rezultaty z ustawieniem celownika.
Przystrzeliwanie broni jest przeprowadzane dla każdego wyprodukowanego egzemplarza broni, po naprawie oraz zaobserwowaniu złej celności, w wojsku także po przyjęciu jej do oddziału. W razie niespełnienia wymagań jakie określa dokumentacja eksploatacyjna, przyrządy celownicze ustawia się w taki sposób, aby na odległościach określonych ich nastawami uzyskać jak najlepsze skupienie oraz jak najbliższe położenie średniego punktu trafienia względem punktu celowania lub wyznaczonego punktu kontrolnego broni.
Przykładowo, w przypadku celownika mechanicznego, jeśli średni punkt trafienia znajduje się poniżej punktu kontrolnego jego muszkę należy wkręcić (obniżyć), natomiast jeśli znajduje się powyżej, należy ją wykręcić (podwyższyć). Jeżeli punkt trafienia znajduje się po lewej stronie punktu kontrolnego, to obsadę muszki należy przesunąć w lewo, a jak znajduje się po prawej stronie, to obsadę przesunąć w prawo.